# UGK 4 Life
Albums de UGK
Underground Kingz
(2007)
Singles
1. Da Game Been Good to Me
Sortie : 16 janvier 2009

UGK 4 Life est le sixième et dernier album studio d'UGK, sorti le 31 mars 2009.
Le 4 décembre 2007, Pimp C est retrouvé mort dans une chambre d’hôtel à Los Angeles. En mars 2009, Bun B confirme qu'il y aura bien un album final du groupe et qu'il sera dédié à son défunt partenaire.
On retrouve à la production Mannie Fresh, Akon, Cory Mo, Steve Below et DJ B-Do et en featuring, Raheem DeVaughn, E-40, 8Ball & MJG, Ronald Isley, Snoop Dogg, , Big Gipp, Webbie et Too $hort.
L'album s'est classé 2e au Top R&B/Hip-Hop Albums et 6e au Billboard 200.

## Liste des titres
| No  | Titre                                                                               | Contient un (des) sample(s) de                               | Durée |
| --- | ----------------------------------------------------------------------------------- | ------------------------------------------------------------ | ----- |
| 1.  | Intro (Produit par Cory Mo)                                                         |                                                              | 1:45  |
| 2.  | Still on the Grind (featuring Raheem DeVaughn – Produit par Steve Below)            |                                                              | 4:13  |
| 3.  | Everybody Wanna Ball (Produit par Cory Mo)                                          | Big Pimpin de Jay-Z featuring UGK                            | 3:57  |
| 4.  | Feelin' You (Produit par Steve Below)                                               | Feel That You're Feelin de Maze featuring Frankie Beverly    | 3:54  |
| 5.  | The Pimp & The Bun (featuring Ron Isley – Produit par Mannie Fresh)                 | Here We Go Again des Isley Brothers                          | 3:32  |
| 6.  | She Luv It (Produit par Cory Mo)                                                    |                                                              | 3:53  |
| 7.  | 7th Street (Produit par Pimp C)                                                     |                                                              | 1:26  |
| 8.  | Swishas & Erb (featuring Sleepy Brown – Produit par Pimp C et Averexx)              | Peaches N 'Erb de Society of Soul                            | 4:02  |
| 9.  | Purse Come First (featuring Big Gipp – Produit par DJ B-Do et Pimp C)               | Try Love Again des Natural Four                              | 4:23  |
| 10. | Harry Asshole (featuring Lil' Boosie et Webbie – Produit par Cory Mo)               | I Left It Wet for You d'UGK                                  | 4:15  |
| 11. | Used to Be (featuring 8Ball & MJG, B-Legit et E-40 – Produit par Pimp C et DJ B-Do) | The Trill Connection de DJ DMD featuring Lee Masta et Pimp C | 5:40  |
| 12. | Steal Your Mind (featuring Too $hort et Snoop Dogg – Produit par Steve Below)       |                                                              | 4:45  |
| 13. | Texas Ave. (Produit par Pimp C et Mike Dean)                                        |                                                              | 1:16  |
| 14. | Hard as Hell (featuring Akon – Produit par Akon)                                    |                                                              | 3:55  |
| 15. | Da Game Been Good to Me (Produit par Pimp C et Averexx)                             |                                                              | 4:20  |
| 16. | Outro (Produit par Cory Mo)                                                         |                                                              | 3:11  |